# Wurzelbauer (cráter)

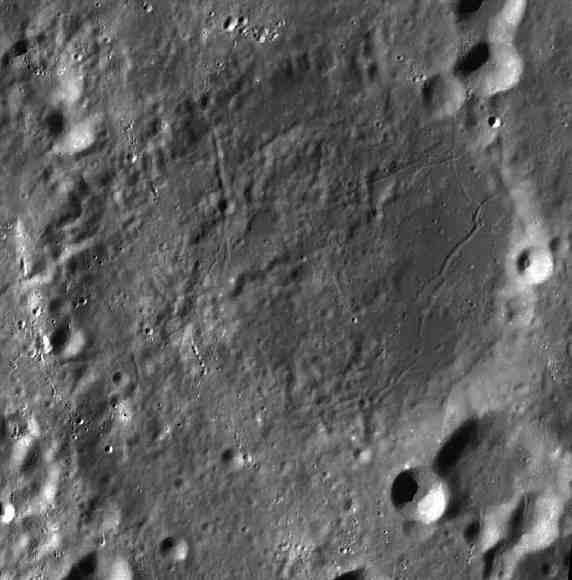
Imagen LRO

Wurzelbauer es el remanente de un cráter de impacto lunar. Se encuentra en el terreno accidentado del hemisferio sur de la Luna. El cráter ligeramente más pequeño Gauricus se encuentra al lado del borde oriental, mientras que al noreste y noreste se halla Pitatus.
El borde de este cráter se ha erosionado profundamente y forma una cresta baja y algo irregular alrededor del suelo interior. En el borde sudeste se localiza Wurzelbauer B, mientras que Wurzelbauer A está casi unido al borde sur. Una corta cadena de cráteres yace junto al borde norte.
La mitad occidental del suelo interior es algo más irregular que en el este, con un complejo de crestas bajas que cubre partes de la superficie. El borde occidental del suelo está marcado por una sección del sistema de marcas radiales que irradia desde Tycho, localizado al sur-sureste.

## Cráteres satélite
Por convención estos elementos son identificados en los mapas lunares poniendo la letra en el lado del punto medio del cráter que está más cerca de Wurzelbauer.
|             | \| Wurzelbauer \| Coordenadas \| Diámetro \| \| ----------- \| ------------------------------ \| -------- \| \| A \| 35°42′S 15°24′O / -35.7, -15.4 \| 17 km \| \| B \| 34°54′S 14°30′O / -34.9, -14.5 \| 25 km \| \| C \| 35°00′S 15°06′O / -35.0, -15.1 \| 10 km \| \| D \| 36°18′S 17°36′O / -36.3, -17.6 \| 38 km \| \| E \| 35°42′S 17°12′O / -35.7, -17.2 \| 11 km \| \| F \| 35°54′S 18°06′O / -35.9, -18.1 \| 9 km \| \| G \| 34°36′S 18°36′O / -34.6, -18.6 \| 11 km \| \| H \| 35°18′S 17°12′O / -35.3, -17.2 \| 7 km \| \| L \| 34°48′S 17°48′O / -34.8, -17.8 \| 7 km \| \| M \| 32°06′S 16°00′O / -32.1, -16.0 \| 5 km \| \| N \| 32°30′S 14°48′O / -32.5, -14.8 \| 13 km \| \| O \| 35°54′S 14°36′O / -35.9, -14.6 \| 9 km \| \| P \| 35°06′S 14°12′O / -35.1, -14.2 \| 9 km \| \| S \| 35°42′S 19°18′O / -35.7, -19.3 \| 12 km \| \| W \| 32°42′S 15°06′O / -32.7, -15.1 \| 8 km \| \| X \| 33°36′S 14°24′O / -33.6, -14.4 \| 7 km \| \| Y \| 33°12′S 17°42′O / -33.2, -17.7 \| 9 km \| \| Z \| 32°12′S 14°54′O / -32.2, -14.9 \| 12 km \| |          |
| Wurzelbauer | Coordenadas | Diámetro |
| A           | 35°42′S 15°24′O / -35.7, -15.4 | 17 km    |
| B           | 34°54′S 14°30′O / -34.9, -14.5 | 25 km    |
| C           | 35°00′S 15°06′O / -35.0, -15.1 | 10 km    |
| D           | 36°18′S 17°36′O / -36.3, -17.6 | 38 km    |
| E           | 35°42′S 17°12′O / -35.7, -17.2 | 11 km    |
| F           | 35°54′S 18°06′O / -35.9, -18.1 | 9 km     |
| G           | 34°36′S 18°36′O / -34.6, -18.6 | 11 km    |
| H           | 35°18′S 17°12′O / -35.3, -17.2 | 7 km     |
| L           | 34°48′S 17°48′O / -34.8, -17.8 | 7 km     |
| M           | 32°06′S 16°00′O / -32.1, -16.0 | 5 km     |
| N           | 32°30′S 14°48′O / -32.5, -14.8 | 13 km    |
| O           | 35°54′S 14°36′O / -35.9, -14.6 | 9 km     |
| P           | 35°06′S 14°12′O / -35.1, -14.2 | 9 km     |
| S           | 35°42′S 19°18′O / -35.7, -19.3 | 12 km    |
| W           | 32°42′S 15°06′O / -32.7, -15.1 | 8 km     |
| X           | 33°36′S 14°24′O / -33.6, -14.4 | 7 km     |
| Y           | 33°12′S 17°42′O / -33.2, -17.7 | 9 km     |
| Z           | 32°12′S 14°54′O / -32.2, -14.9 | 12 km    |